# 80-й Нью-Йоркский пехотный полк
80-й Нью-Йоркский пехотный полк (80th New York Volunteer Infantry Regiment), или Ulster Guard — представлял собой один из пехотных полков армии Союза во время Гражданской войны в США. Полк был сформирован в апреле 1861 года как 20-й Нью-Йоркский полк ополчения сроком на 90 дней, а в августе переформирован на срок в 3 года службы. В декабре переименован в 80-й Нью-Йоркский. Полк прошёл все сражения Гражданской войны на востоке от второго сражения при Булл-Ран до сражения осады Петерсберга. Расформирован в 1866 году.

## Формирование
Полк был сформирован на базе 20-го Нью-Йоркского полка ополчения, который был набран на 90 дней службы. После его расформирования полковник Джордж Пратт был уполномочен Военным Департаментом набрать новый полк, и между 20 сентября и 20 октября этот полк был принят на службу в армию США сроком на 3 года. 7 декабря 1861 года полк получил свою нумерацию. Полк был набран в основном в округе Ольстер.